# Megacarna albosparsa
Megacarna albosparsa är en insektsart som först beskrevs av Melichar 1913.  Megacarna albosparsa ingår i släktet Megacarna och familjen Lophopidae. Inga underarter finns listade i Catalogue of Life.